# Albany (California)
Albany (in precedenza noto come Ocean View) è un comune (city) degli Stati Uniti d'America della contea di Alameda nello Stato della California. La popolazione era di 18,893 persone al censimento del 2010.

## Geografia fisica
Secondo lo United States Census Bureau, ha un'area totale di 5,465 mi² (14,15 km²).

## Storia
Nel 1908, un gruppo di donne locali protestarono per il dumping della spazzatura di Berkeley nella loro comunità. Armate di due fucili a canna liscia e un fucile ventidue calibro, affrontarono i conducenti dei carri nei pressi di quello che oggi è l'angolo tra la San Pablo Avenue e Buchanan Street. Le donne dissero ai conducenti dei carri di spazzatura trainati dai cavalli di tornare a casa, e loro lo fecero in modo rapido e senza lamentarsi.
Poco dopo, i residenti della città votarono per l'incorporazione come City of Ocean View. Nel 1909, gli elettori cambiarono il nome della città, in primo luogo per distinguerla dalla sezione adiacente della città di Berkeley che in precedenza si chiamava Ocean View. Con 38 voti a favore e 6 contro, la città è stata rinominata così in onore di Albany nello Stato di New York, il luogo di nascita del primo sindaco della città, Frank Roberts.

## Società

### Evoluzione demografica
Secondo il censimento del 2010, c'erano 18,539 persone.

### Etnie e minoranze straniere
Secondo il censimento del 2010, la composizione etnica della città era formata dal 54,6% di bianchi, il 3,5% di afroamericani, lo 0,5% di nativi americani, il 31,2% di asiatici, lo 0,2% di oceanici, il 3,3% di altre razze, e il 6,7% di due o più etnie. Ispanici o latinos di qualunque razza erano il 10,2% della popolazione.